# Adnan Gušo
Adnan Gušo (n. 30 noiembrie 1975) este un portar sârb retras din activitate. În vara anului 2009, s-a întors la FK Željezničar pe postul de antrenor cu portarii. A evoluat din anul 2003 până în 2008 la patru cluburi românești: Universitatea Craiova, Dinamo București, FC Argeș și Pandurii Târgu Jiu.